# Porto Rico nos Jogos Olímpicos de Inverno de 2018
Porto Rico participou dos Jogos Olímpicos de Inverno de 2018, realizados na cidade de Pyeongchang, na Coreia do Sul. 
Foi a sétima aparição do país em Olimpíadas de Inverno, sendo que em sua última participação nos Jogos de 2002, em Salt Lake City, a ilha estava inscrita para competir no bobsleigh, mas um dos atletas da equipe desistiu e desde então o Comitê Olímpico de Porto Rico se retirou da Associação Internacional dos Esportes de Inverno (Association of International Olympic Winter Sports Federations, AIOWF), impedindo que seus atletas participassem dos Jogos Olímpicos de Inverno. Em dezembro de 2017, o Comitê Olímpico de Porto Rico filiou temporariamente sua federação de esqui a AIOWF para que o esquiador alpino Charles Flaherty pudesse participar nessa edição.

## Desempenho

### Esqui alpino
Masculino
| Atleta           | Evento         | Descida 1 | Descida 2 | Total   | Pos. |
| ---------------- | -------------- | --------- | --------- | ------- | ---- |
| Charles Flaherty | Slalom gigante | 1:28.50   | 1:27.55   | 2:56.05 | 73º  |

Legenda
| Recorde mundial      | Recorde mundial (World record)               |                       | Recorde africano                      | Recorde africano (African) |                                           | Q | Classificado por posição (Qualified) |
| Recorde olímpico     | Recorde olímpico (Olympic record)            | Recorde da América    | Recorde da América (Americas)         | q                          | Classificado por melhor tempo (Qualified) |   |                                      |
| Melhor marca do ano  | Melhor marca do ano (World leading)          | Recorde asiático      | Recorde asiático (Asian)              | DNS                        | Não largou (Did not start)                |   |                                      |
| Recorde nacional     | Recorde nacional (National record)           | Recorde europeu       | Recorde europeu (European)            | DNF                        | Não terminou (Did not finish)             |   |                                      |
| Recorde pessoal      | Recorde pessoal do atleta (Personal best)    | Recorde da Oceania    | Recorde da Oceania (Oceania)          | DSQ / DQ                   | Desclassificado (Disqualified)            |   |                                      |
| Recorde da temporada | Recorde da temporada do atleta (Season best) | Recorde sul-americano | Recorde sul-americano (South America) | NM                         | Sem marca (No mark)                       |   |                                      |